# Горячевское сельское поселение
Горя́чевское се́льское поселе́ние — муниципальное образование в восточной части Савинского района Ивановской области с центром в деревне Горячево.

## История
Село Алексино, долгое время бывшее волостным, то есть административным центром местности, исторически известно с 1616 года: акт, написанный в том году при царе Михаиле Фёдоровиче, показывает, что село Алексино было разграблено не только пришедшими литовцами, но и предводителем русских войск князем Барятинским, посланным против литовцев. В конце XVII века в селе возникли офени, то есть мелкие торговцы вразнос, и род занятий их перешёл почти на всю волость.
Горячевское сельское поселение образовано 11 января 2005 года в соответствии с Законом Ивановской области № 4-ОЗ.

## Население
| 2002 | 2010 | 2011 | 2012 | 2013 | 2014 | 2015 |
| ---- | ---- | ---- | ---- | ---- | ---- | ---- |
| 900  | ↘675 | ↘673 | ↗688 | ↗700 | ↘698 | ↘655 |
| 2016 | 2017 | 2018 | 2019 | 2020 | 2021 |      |
| ↘645 | ↗646 | ↘639 | ↘627 | ↘625 | ↗662 |      |

## Состав сельского поселения
| №  | Населённый пункт | Тип населённого пункта          | Население |
| -- | ---------------- | ------------------------------- | --------- |
| 1  | Алексино         | село                            | ↘10       |
| 2  | Боброво          | деревня                         | ↘0        |
| 3  | Ворониха         | деревня                         | ↘21       |
| 4  | Горячево         | деревня, административный центр | ↘285      |
| 5  | Гришаково        | деревня                         | ↘5        |
| 6  | Дубровка         | деревня                         | ↘0        |
| 7  | Ермаково         | деревня                         | ↘5        |
| 8  | Зыбкино          | деревня                         | ↘0        |
| 9  | Ильинская        | деревня                         | ↘12       |
| 10 | Исаково          | деревня                         | ↘13       |
| 11 | Корзино          | село                            | ↘24       |
| 12 | Лычёво           | деревня                         | ↘1        |
| 13 | Максимово        | деревня                         | ↘0        |
| 14 | Набережная       | деревня                         | ↘70       |
| 15 | Носакино         | деревня                         | ↘0        |
| 16 | Панино           | деревня                         | ↘189      |
| 17 | Пельхово         | деревня                         | ↘9        |
| 18 | Речная           | деревня                         | ↘0        |
| 19 | Сергеево         | деревня                         | ↘4        |
| 20 | Шапкино          | село                            | ↘27       |

## Достопримечательности
В селе Шапкине расположена церковь Рождества Богородицы (окончена строительством в 1804 году, колокольня — в 1826 году).